# محوطه تندیر تورپاقی
محوطه تندیر تورپاقی مربوط به عصر مس - سده‌های میانه دوران‌های تاریخی پس از اسلام است و در شهرستان ملکان، بخش مرکزی، دهستان گاودول غربی، شمال غرب روستای تازه کند خان کندی واقع شده و این اثر در تاریخ ۲۷ بهمن ۱۳۸۷ با شمارهٔ ثبت ۲۴۷۸۱ به‌عنوان یکی از آثار ملی ایران به ثبت رسیده است.